# Metaphaenodiscus aethiops
Metaphaenodiscus aethiops är en stekelart som beskrevs av Annecke 1974. Metaphaenodiscus aethiops ingår i släktet Metaphaenodiscus och familjen sköldlussteklar.
Artens utbredningsområde är Zimbabwe. Inga underarter finns listade i Catalogue of Life.